# 1311
1311 (MCCCXI) fue un año común comenzado en viernes del calendario juliano.

## Acontecimientos
- Se inventa la rosa de los vientos con 32 divisiones
- Se inventan los fuelles hidráulicos
- Comienza la peregrinación de los mexicas, según el Códice Boturini
- El papa Clemente V convierte en herejía la creencia en el derecho a la usura (cobrar intereses por un préstamo)

## Nacimientos
- 28 de enero: Juana II, reina navarra entre 1328 y 1349 (f. 1349).
- 13 de agosto: Alfonso XI de Castilla, llamado «el Justiciero», rey castellano entre 1312 y 1350 (f. 1350).

## Fallecimientos
- Arnau de Vilanova, Génova (n. 1238).